# ギャグ漫画
ギャグ漫画（ギャグまんが）は、読者を笑わせるギャグ描写を中心として描かれる日本の漫画のこと。コメディ漫画と同一視されてもいるが、現代日本においてコメディはほとんどが健全な笑いのイメージで使われ、またギャグは必ずしも笑顔（心の中だけでも）に誘導することは目的としていない。

## 歴史
「ポンチ絵」と呼ばれてきた明治期から、漫画という語が定着するようになった大正期の半ばから昭和に入って以降、長く漫画とは政治や世相を風刺して笑えるものという位置付けであった。大人漫画においても子供漫画においても、ギャグのある漫画と断るまでもなく、漫画にとって笑いは不可分な要素であり、笑いのない漫画は存在しなかったのである。
ところが、子供向け漫画において、1960年代の後半頃より笑いの要素をなくした劇画が登場。同時期に赤塚不二夫の『おそ松くん』『天才バカボン』等、少年誌では笑いに特化した漫画が人気を呼ぶようになった。こうして、1960年代後半から1970年代初めにかけて、漫画が笑いの要素のない劇画とギャグ専門のギャグ漫画に分化。ギャグ漫画というジャンルが成立した。
それまでの漫画の主流であり、依然として笑いと不可分でユーモアやナンセンスの要素を強く持った大人漫画は、青少年向けのストーリー漫画とギャグ漫画に食われる形で、1970年に文藝春秋の大人漫画誌『漫画読本』が休刊するなどジャンル自体が衰退していった。

### 不条理ギャグ
1980年代に一世を風靡した吉田戦車を「不条理漫画」の祖とすることが多い。しかし、大塚英志はこれに異を唱えており、漫画史的には吾妻ひでおが1978年から1979年にかけて発表した『不条理日記』（第10回星雲賞受賞作品）が不条理ギャグのルーツとみなすべきだと主張している。
ただし「不条理漫画」的な作品は吾妻以前にも、つげ義春『ねじ式』や蛭子能収『愛の嵐』、赤瀬川原平『櫻画報』などガロ系作家による前衛的な漫画作品や、『天才バカボン』などの赤塚不二夫、長谷邦夫、古谷三敏、とりいかずよしらフジオ・プロのギャグ漫画、ないし谷岡ヤスジ、山上たつひこ、鴨川つばめ、ジョージ秋山、秋竜山、みなもと太郎らによるナンセンスギャグ作品などがあり、手塚治虫はそれらをまとめて「不条理ギャグ」として取り上げている。
また必ずしもギャグを意識していない怪奇漫画や少女漫画でも、内容の奇抜さや不条理な展開から、後年になって不条理ギャグの文脈で再評価される事もある。米沢嘉博や竹熊健太郎が監修を務めた太田出版の復刻漫画レーベル「QJマンガ選書」からは徳南晴一郎の『怪談人間時計』（曙出版）をはじめ特殊な作風の貸本漫画が多数復刻された。また押切蓮介は貸本ホラー漫画の「ギャグにしか見えないホラー」という「ひばり系ホラー」のテイストをあえて意識した、ホラーとギャグを融合させた作風で創作を行っていた。

#### マイナー期
かつて「不条理漫画」的な作品は、1960年代に創刊された青林堂発行のオルタナティヴ・コミック誌『月刊漫画ガロ』（1964年～2002年）をはじめ、1970年代末から1980年代初頭のニューウェーブ期に相次いで創刊された漫画マニア誌、または蛭子能収、根本敬、山野一（ねこぢるの夫）、平口広美、丸尾末広、花輪和一、渡辺和博、山田花子、杉作J太郎、ひさうちみちおら「ガロ系」の作家が執筆していた自販機本やエロ劇画誌、あるいはマニア系のSM誌など、発表の場は極めてアンダーグラウンドなマイナー誌やエロ本に限定されていた。
青林堂創業者で『ガロ』初代編集長の長井勝一も「かつてはガロ系と決めつけて他の出版社では本を出してくれないこともあった」と当時を回顧しており、「不条理漫画はメジャーで通用しない」という共通認識が当時の業界にあったという。

#### メジャー期
1980年代半ばから、いがらしみきお『ぼのぼの』、相原コージ『コージ苑』、『かってにシロクマ』が人気を博すようになる。相原コージが連載していた『ビッグコミックスピリッツ』（小学館）では、相原賞が設けられ、ほりのぶゆき、榎本俊二といった後進のギャグ漫画家の輩出に貢献した。
1984年から須賀原洋行『気分は形而上』がモーニングで連載開始。
1989年に吉田戦車『伝染るんです。』の連載が開始され、不条理ギャグ漫画というジャンルを象徴する作品となる。『伝染るんです。』の単行本のデザインは祖父江慎が担当し、意図的な誤植を行い、乱丁本と思わせる装丁に仕立てて、単行本の作りそのものから不条理さを滲み出させた。
『伝染るんです。』以降、各青年誌には各誌を代表する不条理漫画家の活躍もあり、不条理ギャグ漫画のブームは定着していくことになる。こうして不条理漫画家は主なフィールドをマイナー誌からメジャー誌へと移していった。
ライターの青木ポンチは高野聖ーナ『パパはニューギニア』をこの時期の「ブームの極致に達したといえる作品」と評している。
「不条理」という面で見れば、不条理ギャグ漫画の代表作に挙げられる『伝染るんです。』よりも、榎本俊二『GOLDEN LUCKY』のほうがより不条理であり、熱狂的なファンも産んだとする見方もあるが、逆に面白さが全く理解できない読者もいたようで、榎本の作風は賛否両論を巻き起こした。

#### インターネット
2000年代に入ると、インターネットの普及によって自サイト・漫画投稿サイト・ネタ絵投稿サイト・絵投稿サイト・動画投稿サイトなどでのアマチュアによるギャグ漫画作品の発表が増えている。プロの作品と比べ、2ch原作やパロディ、不条理、ヘタウマ、混沌としたものなどインディーズ的な要素が強い。小林銅蟲、ニャロメロン、高津カリノ、ちょぼらうにょぽみなどのインターネット上でギャグ漫画を公開し、人気を博していたアマチュア漫画家が漫画雑誌に連載するようになるケースが増えてきている。また、出版社の運営するサイトでのギャグ漫画連載が出始めている。例えばガンガンONLINEに連載中の『男子高校生の日常』（山内泰延）や月刊少年シリウスのWeb版に連載中の『魔女っ娘つくねちゃんWEB』（まがりひろあき）などがこれである。

## ギャグ漫画タイトル
「Category:ギャグ漫画」を参照。

## 参考資料
- 石子順造『戦後マンガ史ノート』 紀伊国屋書店、1975年
- 清水勲『漫画の歴史』 岩波書店、1991年
- 夏目房之介『手塚治虫はどこにいる』 筑摩書房、1992年
- 夏目房之介『マンガはなぜ面白いのか』 日本放送出版協会、1997年
- 夏目房之介『マンガの力 成熟する戦後マンガ』 晶文社、1999年